# 2K22
2K22 ツングースカ（ロシア語: 2К22 Тунгуска「ツングースカ川」の意）は、ソビエト連邦が開発した自走式対空砲/ミサイルシステムである。システムが搭載されて運用される車両の制式名から2S6の名称で呼ばれることもあり、システムの詳細な構成が知られる前の資料等ではこの「2S6」で表記されている例も多い。
昼夜、全天候対応の条件下で低空飛行を行う航空機およびヘリコプターを迎撃するために設計された。

## 開発
前型ZSU-23-4 シルカは、23mm機関砲4丁により、第四次中東戦争で低空域の敵機に絶大な破壊力を持つことが証明された。その一方で、23mm機関砲は砲弾の破壊力が低く、何発も命中させる必要がある点や射程の短さが指摘され、対地ミサイルを有する敵機（特にA-10 サンダーボルトIIのような強力な機関砲を有する攻撃機・対戦車ヘリコプター）や、対戦車ミサイルで武装した敵歩兵などからアウトレンジされる可能性が出てきた。
これを受けてトゥーラ計器技術設計局は、1960年代末期からZSU-23-4の後継機開発を始め、1986年に部隊配備が始まった。西側諸国は、1989年にドイツ駐留ソ連軍に配備されたことから存在を確認し、M1989の識別名を与えた。

## 設計

### 車体
GM-569A汎用装軌車に、全周旋回が可能な装甲砲塔を有する。
砲塔は、前面に円形の追尾レーダー、車体後部上に回転式の捜索レーダーを搭載する。走行時には捜索レーダーを後ろ向きに倒すことが可能。
武装である2A38 30mm連装機関砲と9M311対空ミサイルは、砲塔の側面に装備する。

### 武装
砲熕兵器として、2K22は2A38 30mm連装機関砲を装備する。毎分3,900発か5,000発の砲弾を4,000mまで撃つことができる。30mm機関砲はZSU-23-4の23mm機関砲より目標破壊に要する砲弾が2-3発少ないことが証明されており、秒速300mで飛行するMiG-17 フレスコに対し同数の砲弾を発射した場合、30mm機関砲は23mm機関砲の1.5倍の撃破率を記録している。そのほかに迎撃可能高度が4kmまで向上し、地上にある軽装甲目標に対してもより効果的な攻撃能力を持った。
地対空ミサイルは9M311（SA-19 グリスン）の4連装発射機を2基装備する。9M311はロシア海軍で運用されるCADS-N-1 CIWSにも用いられているミサイルであり、テレビカメラによる敵の位置情報を無線で送る無線指令誘導を用いており、有効射程は8,000mである。
対空砲とミサイルを組み合わせて使用することによって効果的な対空能力を持つことに成功した2K22だが、機関砲と対空ミサイルを同時に発射することは不可能である。また、機関砲は移動中でも発射可能だが、ミサイルの発射時には静止する必要がある。

## 比較
|          | ゲパルト     | 87式         | マークスマン | 95式                | K30                    | ツングースカ             | 09式               |
| -------- | ------------ | ------------ | ------------ | ------------------- | ---------------------- | ------------------------ | ------------------ |
| 画像     |              |              |              |                     |                        |                          |                    |
| 全長     | 7.68 m       | 7.99 m       | 6.20 m       | 6.71 m              | 6.77 m                 | 7.93 m                   | 6.70 m             |
| 全幅     | 3.71 m       | 3.18 m       | 3.60 m       | 3.2 m               | 3.3 m                  | 3.24 m                   | 3.2 m              |
| 全高     | 3.29 m       | 4.40 m       | 不明         | 3.4 m 4.82 m        | 4.065 m                | 3.36 m 4.01 m            | 3.4 m 4.82 m       |
| 重量     | 47.5 t       | 38.0 t       | 41.0 t       | 22.5 t              | 25.0 t                 | 34.0 t                   | 35.0 t             |
| 武装     | 35mm機関砲×2 | 35mm機関砲×2 | 35mm機関砲×2 | 25mm機関砲×4 QW-2×4 | 30mm機関砲×2 神弓×不明 | 30mm連装機関砲×2 9M311×4 | 35mm機関砲x2 SAMx4 |
| 最高速度 | 65 km/h      | 53 km/h      | 52 km/h      | 53 km/h             | 60 km/h                | 65 km/h                  | 55 km/h            |
| 乗員数   | 3名          | 3名          | 3名          | 4名                 | 3名                    | 4名                      | 3名                |

## バリエーション
2K22/9K22
ツングースカシステムの初期型。9M311（3M87）、9M311Kもしくは9M311-1 ミサイルを使用する。Треуголник（三角形の意）として知られていた。なお、このシステムは2S6統合防空車に設置された。
2K22M
初期量産型。9M311M（3M88）ミサイルを使用し、2S6M統合防空車に設置された。
2K22M-1
2K22Mを更に近代化したもので、2003年4月にトライアルを通過。より強化された火器管制システムを持ち、9M311-1M ミサイルを使用する。
2K22M-57E6
2K22Mに全面的な換装を施したもの。射程が18kmに伸びた57E6 ミサイル、探知範囲38kmおよび追跡範囲30kmに強化された新型レーダーシステムを使用する。

## 派生型
SA-N-11
地対空ミサイルシステムを艦対空ミサイルへ転用したもの。

## 使用国
- ロシア
ZSU-23-4の後継として開発されたが、ソビエト連邦の崩壊による経済混乱と国家解体で配備は進まなかった。初期の車両は旧式化しており、57mm口径の新型対空砲システムおよびパーンツィリ-S1でZSU-23-4ともども代替する見込みである[1]。
- ウクライナ
- ベラルーシ
- インド
2006年に24基のツングースカ M-1を約400万ドル（3.36億ユーロ）で購入[2]。
- ミャンマー
- モロッコ - 2024年時点で、モロッコ陸軍が12両の2K22Mを保有[3]。
- アルジェリア
- シリア

## 登場作品

### アニメ・漫画
『機動警察パトレイバー 2 the Movie』
冒頭に武装勢力の車両として登場。
CGモデリングによる「モニター内の映像」として描写されているが、モニターに表示される情報では「CILKA 2S6」とされている上、搭載武装は「30mm MG X2 RPG X8」とされ、対戦車ミサイル（RPG）で陸上自衛隊PKO部隊のレイバーを攻撃するなど、実際の2K22とはいろいろな点で異なっている。
『魔法少女特殊戦あすか』
ロシアンマフィア「狼男」が使用。ロシア軍のザヴォルジスキー兵器実験場から逃亡する際、追撃してきたBTR-90に機関砲を掃射して撃破する。
『ヨルムンガンド』
アニメ版の最終話に登場。ロケットの打ち上げ基地近くでSu-37 フランカーE2と交戦するが、空対地ミサイルによって撃破される。
『PSYCHO-PASS サイコパス Sinners of the System』
第2話、First Guardianにて、反政府勢力との交戦中に登場。4発のミサイルを発射し、そのうち2発はフレアによって回避されるものの、残りの2発が命中しUAVを撃墜する。また、一瞬ではあるが、対地戦闘を行っているシーンもある。
ドローン撃墜後、日本国国防軍の上層同士の会話にて「旧ロシア製の古い対空兵器」という発言があり、また戦場は東南アジアの為、この物語の世界ではロシアは既に滅び、その後流通した物だと思われる。

### ゲーム
『ARMA 2』
プレイヤーやAIが操作可能。
『エースコンバットシリーズ』
『エースコンバットAH』
ロシア軍とNRF(新ロシア連邦)が運用している。
『エースコンバット∞』
敵軍が対空戦車(AD TANK)として運用している。
『エースコンバット7』
エルジア軍が対空戦車(AD TANK)として運用している。
『大戦略シリーズ』
『戦闘国家シリーズ』
ロシアの基本装備として組み込まれている。
『バトルフィールドシリーズ』
『BF2』
MEC・MEC特殊部隊・スペツナズの対空車両として登場する。
『BF3』
ロシア軍の自走対空砲として登場する。
『BF4』

『マーセナリーズ』
中国軍の対空車両として「TYPE 95」の名称で登場する。
『メタルマックス3』
プレイヤーが使用可能。
『War Thunder』
ソビエト連邦のランク7、バトルレート10.7の対空車両として登場。